# Моргунов, Николай Николаевич (Герой Социалистического Труда)
Никола́й Никола́евич Моргуно́в (1930—1997) — советский работник сельского хозяйства, Герой Социалистического Труда.

## Биография
Родился 14 ноября 1930 года в с. Валуевка Ремонтненского района Северо-Кавказского края, ныне Ростовской области.
В середине 1940-х годов работал подпаском у своего дяди — Моргунова Григория Демидовича, известного овцевода.
С 1958 года работал старшим чабаном колхоза «Заветы Ильича» Ремонтненского района Ростовской области.
На базе фермы Моргунова была создана школа передового опыта работы в овцеводстве (1977).
Звание Героя Социалистического Труда получил в 1971 году.
За увеличение производства и заготовок животноводческой продукции в зимний период 1972-1973 годов был награждён орденом Октябрьской Революции.
Умер 19 июля 1997 года в с. Подгорное Ремонтненского района Ростовской области.

## Награды
- Герой Социалистического Труда (1971).
- Орден Ленина (1971), орден Октябрьской Революции (1973).